# María Dolores Belmonte López
María Dolores Belmonte López-Huici (1952) es una botánica, geobotánica, taxónoma, e investigadora española, especialista en el género Adenocarpus.
Es profesora en el departamento de Botánica, de la Universidad Complutense de Madrid.

## Obra
- paloma Cantó, dolores Belmonte, susana Laorga. 1986. Vegetación y catálogo florístico del Peñón de Ifach (Penyal d'Ifach) (Alicante, España). Opuscula botanica pharmaciae complutensis 3. Ed. 	Cátedra de Botánica, Facultad de Farmacia, Universidad Complutense, 89 pp.

- albert Hofmann, jonathan Ott, jeremy Bigwood, r. gordon Wasson, dolores Belmonte, albert Hofmann, andrew Weil, r. evans Schulte. 1985. Teonanácalt, Hongos alucinógenos de Europa y América del Norte. El Compás de Oro, Swan.

- La abreviatura «Belmonte» se emplea para indicar a María Dolores Belmonte López como autoridad en la descripción y clasificación científica de los vegetales.[3]